# 9 км (Новосергієвський район)
9 км (рос. 9 км) — селище у складі Новосергієвського району Оренбурзької області, Росія.

## Населення
Населення — 32 особи (2010; 38 у 2002).
Національний склад (станом на 2002 рік):
- росіяни — 97 %